# Ријезе Пио X
Ријезе Пио X (итал. Riese Pio X) је насеље у Италији у округу Тревизо, региону Венето.
Према процени из 2011. у насељу је живело 3389 становника. Насеље се налази на надморској висини од 64 м.

## Становништво
Према резултатима пописа становништва 2011. у општини је живело 10.858 становника.
| 1931. | 1936. | 1951. | 1961. | 1971. | 1981. | 1991. | 2001. | 2011.  |
| ----- | ----- | ----- | ----- | ----- | ----- | ----- | ----- | ------ |
| 6.353 | 6.424 | 6.690 | 6.004 | 6.615 | 7.272 | 8.342 | 9.627 | 10.858 |